# クォーターマスター (海賊)
クォーターマスター（英: Quartermaster）は、17世紀半ばから18世紀前半に掛けて（海賊の黄金時代）カリブ海の海賊船で一般に用いられていた役職。船長に次ぐ地位であり、食料や物資の管理、略奪品の分配、掟を破った船員に対する懲罰など、広範な船の秩序維持を担った。また、平時においては船長の決定に対する拒否権も有していた。
なお、海事においてクォーターマスターは一般に操舵長（操舵手）を意味するが、これは帆船時代に舵輪がクォーターデッキ（後甲板。甲板の四分の一を占めていたことに由来）にあったことに由来するもので、ここで扱うものとは意味が異なる。陸軍などにおいて宿舎や物資の管理を担当したクォーターマスター（需品科）の意味に近い。

## 海賊船での役割
海賊の黄金時代におけるカリブ海の海賊船は一般的に民主的手続きによって掟を定め、代表を選出するという形をとっていた。船長も例外ではなく船員からの選出であり、クォーターマスターも同様に民主的に選出された。
食料や戦利品の分配も掟に従って公平に分配されたが、その役目を担ったのがクォーターマスターであった。そのために、例えばサミュエル・ベラミーの海賊船ウィダー号ではクォーターマスターが許可を出すまで、船員が発見した宝箱に手を出すことを禁じていた。また、掟を破った船員に対する懲罰も担うなど、広範な船の秩序維持を担った。さらに平時においては船長の決定に対する拒否権も有しており、クォーターマスターの承認がなければ船長は何もできないと言えるほどの権限があった。
チャールズ・ジョンソンの『海賊史』は、クォーターマスターについて、意見が非常に重んじられた点をイスラムの法学者（ムフティー）のような存在であったと述べている。また、船員全体の利益の代弁者として船長の独裁を抑制するという点ではローマの護民官を模したような存在であったとも形容している。他にも、ベラミーの逸話では、クォーターマスターを王国における首相だと表現するセリフもある。
船長が死亡や追放された後に、クォーターマスターが後任の船長に選出される例もしばしばあった。